# Paul Șomodean
Paul Șomodean (n 10 octombrie 1983 în Bistrița) este un jucător român de fotbal, care evoluează pentru CS Balotești în Liga a II-a.